# Gross Paris
Ne doit pas être confondu avec Groß-Paris.
Pour plus de détails, voir Fiche technique et Distribution.
Gross Paris est un film français de Gilles Grangier tourné en 1973 et sorti en 1974. Cette comédie est une adaptation du roman Trente années sur les champs de course de Maurice Bernardet.

## Synopsis
Bernard, un journaliste, et son ami Jules, boucher de son état, sont tous deux passionnés de courses hippiques.  Totalement accaparés par leur passion,  ils traversent  la Seconde guerre mondiale et l'occupation allemande sans se rendre compte de rien...

## Fiche technique
- Titre : Gross Paris ou Le Grand Derby[2]
- Réalisation : Gilles Grangier
- Scénario : François Boyer • Gilles Grangier
- Dialogues : François Boyer
- Montage : Germaine Lamy
- Photographie : Henri Raichi
- Son : Henri Levert
- Assistant réalisateur : Yves Ellena
- Musique : Alain Lemeur (Éditions Hortensia)
- Producteur : Georges de Beauregard
- Société de production : Productions Bela, UGC
- Société de distribution : CFDC (1974), Gaumont (depuis 2014)
- Pays de production :  France
- Année : 1974
- Format : couleur 35 mm
- Genre : comédie
- Durée : 102 minutes
- Dates de sortie : 1er mai 1974

## Distribution
- Roger Pierre : Bernard
- Jean-Marc Thibault : Jules
- Claude Piéplu : Sam
- Sophie Agacinski : Sophie
- Melitta Gautschy : Frida
- Henri Tisot : Von Dupont
- Alice Sapritch : la grande comédienne
- Sacha Briquet
- Raymond Bussières : le père de Jules
- Hubert Deschamps : le généralissime
- Robert Lombard
- Rudy Lenoir
- Paul Mercey
- Denise Provence : la reine d'Angleterre
- Henri Attal
- Jean Rupert
- Alan Adair
- Serge Bento
- Tom Clark
- Pierre Decazes
- Nicole Desailly
- Marc Dudicourt
- Armand Isnard
- Anne Fleurange
- André Jaud
- Billy Kearns
- Henri Lambert
- Guy Marly
- Marie-Georges Pascal
- Jacqueline Rouillard
- France Valéry
- Nathalie Zeiger : la fille du taxi